# 弗洛朗絲·德伍阿爾
弗洛朗丝·德伍阿爾（法語：Florence Devouard；1968年9月10日—），娘家姓尼巴爾（Nibart），是一位農業遺傳學家，是維基媒體基金會第2任理事長。
德伍阿爾在法國凡爾賽出生，在格勒諾布爾長大，之後曾在法國多個城市生活，亦到過比利時和美國亞利桑那州居住。2005年，她住在法國克萊蒙費朗。她已經和Bertrand Devouard結婚，有3個孩子。
德伍阿爾是一位農學工程師，也有遺傳學研究的認可資格。她曾進行多項有關植物和微生物學的公共研究。她最後受聘於一間法國公司，設計用於可持續發展農業的決策工具。
2008年5月16日她被授予法国国家功勋奖章。
作为维基法国在2004年的共同创办人，她在从2011年至2012年12月期间担任董事会副主席。

## 外部連結
- 德伍阿爾 （页面存档备份，存于）在元維基的用戶頁

| 前任： 吉米·威爾士 | 維基媒體基金會理事長 | 继任： 迈克尔·斯诺 |